# Moacyr Scliar
Œuvres principales
- La Guerre de Bom Fim (1972)
- Le Centaure dans le jardin (1980)
- Max et les fauves (1981)
- La Femme qui écrivit la Bible (1999)
- Le Manuel de la passion solitaire  (2008)

Moacyr Scliar est un écrivain, médecin et journaliste brésilien né le 23 mars 1937 à Porto Alegre, dans le Rio Grande do Sul au Brésil, et mort dans la même ville le 27 février 2011.

## Biographie
Moacyr Scliar naît le 23 mars 1937 à Porto Alegre, dans le Rio Grande do Sul au Brésil, de l'union de Joseph et Sarah Scliar immigrants de Bessarabie (alors située en Russie). Sa mère, institutrice, l'encourage très tôt à lire et à écrire.
Il entame en 1955 des études de médecine dont il sort diplômé en 1962. Son premier ouvrage, Histoire d'un aspirant médecin est publié la même année.
Il reçoit le Prix Jabuti en 1988, 1993 et 2000 et le Prix Casa de las Américas en 1989.
En 2001, Moacyr Scliar se trouve au cœur d'une controverse concernant le roman fantastique L'Histoire de Pi, écrit par Yann Martel. En effet, ce dernier est accusé d'avoir plagié le roman Max e os felinos (Max et les fauves) publié par Moacyr Scliar en 1981. D’ailleurs, dans la préface de son ouvrage, Yann Martel remercie Moacyr Scliar à qui il doit « l'étincelle de vie ». Ce dernier n'engagera aucune poursuite contre Yann Martel qui affirme pour sa part n'avoir jamais lu le livre de Scliar, mais seulement une critique.
Le 31 juillet 2003, Moacyr Scliar est élu à l'Académie brésilienne des lettres. Il en devient président et le reste jusqu'à sa mort le 27 février 2011 à l’hôpital de Porto Alegre, au Brésil, des suites d'une opération chirurgicale,.
L’œuvre de Moacyr Scliar est en grande part basée sur l'identité juive, sur la diaspora juive et sur le fait d'être juif au Brésil. Ses livres ont été traduits en 12 langues, ce qui fait de Moacyr Scliar l'un des écrivains brésiliens les plus traduits de sa génération. 

## Œuvres
- Oswaldo Cruz le Magnifique (Sonhos Tropicais, São Paulo, Companhia Das Letras, 1992), Paris, Belfond, 1994
- La Guerre de Bom Fim ("A guerra no Bom Fim", Porto Alegre, L&PM, 1972), Paris, Folies d'encre, 2010
- Le Centaure dans le jardin (O centauro no jardim, Rio, Nova Fronteira, 1980), Paris, Folies d'Encre, 2011
- L'Étrange naissance de Rafael Mendes (A estranha nação de Rafael Mendes, Porto Alegre, L&PM, 1983), Paris, Presses de la Renaissance, 1986
- Le Carnaval des animaux (O carnaval dos animais, Porto Alegre, Movimento, 1968), Folies d'Encre, 2010
- L'Œil énigmatique (O olho enigmático, Rio, Guanabara, 1986), Presses de la Renaissance, 1990
- Max et les fauves (Max e os felinos, Porto Alegre, L&PM, 1981), Folies d'Encre, 2009
- L'Oreille de Van Gogh, Presses de la Renaissance, 1992
- La Femme qui écrivit la Bible (A mulher que escreveu a Bíblia, São Paulo, Companhia das Letras, 1999), Paris, Albin Michel, 2003

## Prix et distinctions
- Prix Jabuti en 1988, 1993 et 2000
- Prix Casa de las Américas en 1989